# Ойе-Мба, Казимир
Казимир Ойе-Мба (фр. Casimir Oyé-Mba; 20 апреля 1942 — 16 сентября 2021, Париж) — габонский политический деятель и дипломат, который работал в правительстве с 1990 года. С 1978 по 1990 год Ойе-Мба был управляющим банком государств Центральной Африки (BEAC), а с 3 мая 1990 по 2 ноября 1994 года — премьер-министром Габона, впоследствии он оставался в правительстве до 1999 года в качестве министра иностранных дел.

## Ранняя жизнь
Казимир Ойе-Мба родился в деревне Нзамалиге, расположенной в департаменте Комо-Монда провинции Эстуайр.